# Гилленшмидт, Александр Фёдорович
Алекса́ндр Фёдорович фон-Гилленшмидт (13 октября 1867 — 17 декабря 1942) — русский генерал, герой Первой мировой войны.

## Биография
Православный. Из дворян Вологодской губернии. Сын основателя Тульского патронного завода действительного статского советника Фёдора Григорьевича фон-Гилленшмидта. Младший брат Яков — генерал-лейтенант, георгиевский кавалер.
Окончил Пажеский корпус (1887) по 1-му разряду, был выпущен подпоручиком в 1-ю конно-артиллерийскую батарею с прикомандированием к лейб-гвардии Конно-артиллерийской бригаде.
Чины: поручик (1891), штабс-капитан (1897), капитан (1898), полковник (1902), генерал-майор (1908), генерал-лейтенант (1915).
Командовал запасной конно-артиллерийской батареей (1901—1905), 4-м конно-артиллерийским дивизионом (1905—1907), 2-м дивизионом лейб-гвардии конно-артиллерийской бригады (1907—1908), 23-й артиллерийской бригадой (1908—1910) и лейб-гвардии 2-й артиллерийской бригадой (1910—1913). 21 марта 1913 года был уволен от службы по домашним обстоятельствам генерал-лейтенантом с мундиром и пенсией.
С началом Первой мировой войны был возвращен на службу с прежним чином генерал-майора. 15 августа 1914 года назначен и.д. инспектора артиллерии 26-го армейского корпуса, а 16 мая 1915 года произведен в генерал-лейтенанты с утверждением в должности. Был пожалован Георгиевским оружием
За то, что состоя инспектором артиллерии 26-го армейского корпуса в бою 21 августа 1915 года под д. Смольники, находясь на передовом наблюдательном пункте в сфере действительного ружейного огня, объединил под своим начальством группу батарей, руководил их действиями и комбинированным огнём тяжелой и легкой артиллерии заставил замолчать немецкую артиллерию, чем дал возможность нашей пехоте нанести противнику решительное поражение.
29 декабря 1915 года назначен инспектором артиллерии 2-го гвардейского корпуса, в каковой должности состоял до 23 августа 1917 года. 
В 1919 году был начальником созданного Красным Крестом в Германии офицерского лагеря Гельмштедт, в котором содержались эвакуированные в конце 1918 года офицеры армии Украинской державы.
В эмиграции во Франции. Состоял председателем Союза пажей и товарищем председателя Гвардейского объединения.
Скончался в 1942 году в Париже. Похоронен на кладбище Сент-Женевьев-де-Буа. Увлекался конным спортом, завоевал множество призов.

## Семья
Был женат на Надежде Петровне Ольховской (1888—1950). Их сын:
- Пётр (1910—1984), выпускник Технической школы аэронавтики и аэронавигационных приборов, инженер-конструктор, предприниматель.

## Награды
- Орден Святого Станислава 3-й ст. (1896)
- Орден Святого Станислава 2-й ст. (1905)
- Орден Святой Анны 2-й ст. (1907)
- Орден Святого Владимира 3-й ст. (1911)
- Орден Святого Станислава 1-й ст. с мечами (ВП 19.02.1915)
- Орден Святой Анны 1-й ст. с мечами (ВП 26.05.1915)
- Георгиевское оружие (ВП 09.01.1916)